# Termas imperiais de Tréveris
As Termas Imperiais (em alemão: Kaiserthermen) são os vestígios de um antigo complexo de banhos romanos projetado em larga escala, que mais tarde foi convertido num acampamento militar romano. Estas termas encontram-se no centro da cidade de Tréveris, Alemanha, perto do Museu Regional Renano (Rheinisches Landes-Museum).
O edifício, com algumas paredes a alcançar até 19 metros de altura, é um dos maiores banhos termais romanos ao norte dos Alpes e integra o Patrimônio Mundial da UNESCO em Tréveris desde 1986. Como monumento cultural, o edifício está listado desde 1989  e é considerado um bem cultural pela Convenção de Haia.
Construídas no início do século IV, durante o reinado de Constantino (r. 306–337), seriam o terceiro maior complexo de termas do mundo romano. Apesar do seu tamanho, as termas imperiais, que nunca foram concluídas, não seriam o maior complexo balnear em Tréveris, sendo superadas pelas muito mais antigas Termas de Bárbara (Barbarathermen). Atualmente, o local dos banhos termais é designado como parque arqueológico. Para além destes dois complexos baleares, outros banhos termais em Tréveris foram os banhos termais no mercado de gado (Thermen am Viehmarkt).
As ruínas das paredes e fundações ainda exibem o desenho original. As paredes do caldário (sala com piscina de água quente) são as melhores preservadas, seguidas pelo tepidário (termas mornas).
O espaçoso frigidário era usado para banhos de água fria e a ampla palestra para praticar exercício no exterior. Outra parte remanescente é o sistema de aquecimento (hipocausto), no qual o ar era aquecido por fornalhas e conduzido por baixo do piso.

## História da investigação
As ruínas das termas, já convertidas em quartéis de cavalaria durante a antiguidade, mantiveram-se visíveis a quilómetros de distância desde o final do domínio romano. Durante muito tempo, o espaço ao redor do edifício permaneceu maioritariamente subdesenvolvido, realçando a presença da estrutura. Contudo, a área interior dos banhos parece ter sido uma exceção, podendo ter sido usada como castelo já no século VI. Com a construção da muralha medieval da cidade durante o mandato do arcebispo de Tréveris, Bruno von Lauffen (1102-1124), as ruínas assumiram a posição de fortaleza no canto sudeste, e um portão da cidade foi aí colocado. Desde o final do século XIII, o castelo era conhecido como vetus castellum (castelo velho), Alteburgo, entre outros. 

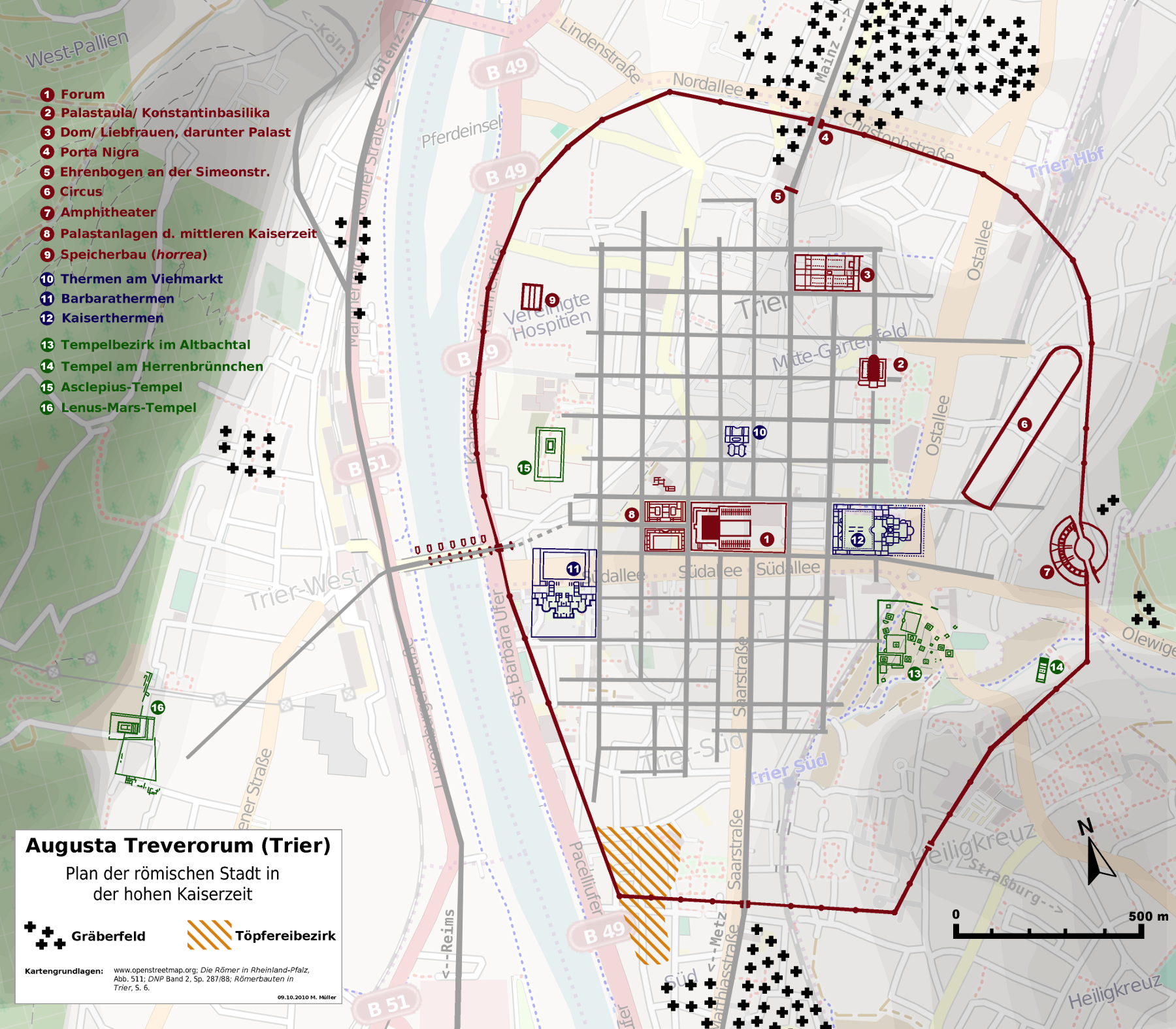
Mapa da cidade de Tréveris no final do Império Romano.

Como resultado desta re-função, a área central dos banhos foi preservada até aos dias de hoje. Todas as outras áreas foram vítimas do roubo medieval de pedra. No meio da palestra, na área do que era então uma povoação, a igreja paroquial de S. Gervásio foi construída por volta de 1100 e em 1295 a igreja do mosteiro de S. Inácio abriu as suas portas no canto norte do antigo recinto da palestra. Juntamente com o mosteiro, foram também construídos no local edifícios artesanais e residenciais. No início do século XIX, o Alteburgo já não era necessário como baluarte e, como tal, em 1806 começou a ser desconstruído com a demolição de uma torre de vigia no caldário (banho quente). A partir de 1816, a expensas do Estado, começaram os trabalhos para descobrir e explorar este caldário .
Em 1907, a Associação da Indústria da Pedra e da Terra propôs a reconstrução dos Banhos Imperiais a fim de apresentar as diversas possibilidades de aplicação do "novo cimento de material de construção". Esta proposta foi recebida com feroz protesto dos peritos, que ainda debatiam se os restos deveriam ser atribuídos a um banho termal, igreja ou complexo palaciano. Estas questões foram esclarecidas entre 1912 e 1914 com a concessão de vastos fundos no decurso de outras escavações importantes, em que a parte ocidental não pôde ser explorada devido ao denso desenvolvimento do edifício.
O programa de investigação da época incluía também viagens de estudo de arqueólogos e arquitetos a países mediterrânicos, a fim de fazer um levantamento sistemático e registar instalações balneares antigas e medievais precoces. O trabalho fundamental de Emil Krüger (1869-1954) e Daniel Krencker (1874-1941), publicado em 1929, que além desta documentação também apresenta os resultados da escavação nos Banhos Imperiais, continua a ser exemplar até ao presente . Em 1920, as estruturas subterrâneas foram abertas ao público .
A situação na parte ocidental dos banhos não mudou até à Segunda Guerra Mundial, quando todos os edifícios modernos no local dos banhos foram destruídos durante o inverno de 1944/45. De 1960 a 1966, surgiu, então, a oportunidade de examinar intensivamente uma área de 10.800 metros quadrados da antiga ínsula ocidental (bairro residencial) sob a direção do arqueólogo Wilhelm Reusch (1908–1995).
Posteriormente, toda a área da palestrafoi retirada do novo plano de desenvolvimento e as fundações romanas foram conservadas com tijolos leves. O crescimento excessivo, a emissão de sal e a poluição atmosférica, acrescidos à adição de uma rotunda nas proximidades das ruínas em 1971 que causou um aumento maciço das vibrações relacionadas com o tráfego, levaram a uma restauração e renovação do caldário em 1983/1984, levada a cabo com fundos consideráveis. No decurso deste processo, os danos de guerra causados pelo fogo de artilharia e bombas, que não tinham sido reparados desde 1945, foram também removidos e foi levada a cabo uma reconstrução parcial da abside oriental de acordo com os materiais, o que contribuiu significativamente para a estabilização da estática.
Neste caso, a reconstrução ajudou a dispensar construções auxiliares disruptivas, pilares de suporte ou vigas metálicas . Durante as medidas de segurança de 1983/1984, foi também alterada a zona de entrada a nascente e reconstruída a muralha medieval da cidade que já aí não existia, sendo colocada junto às termas. Como resultado, no entanto, os banhos militares pertencentes ao quartel da cavalaria, sobre o qual este muro agora corre, foram opticamente cortados.

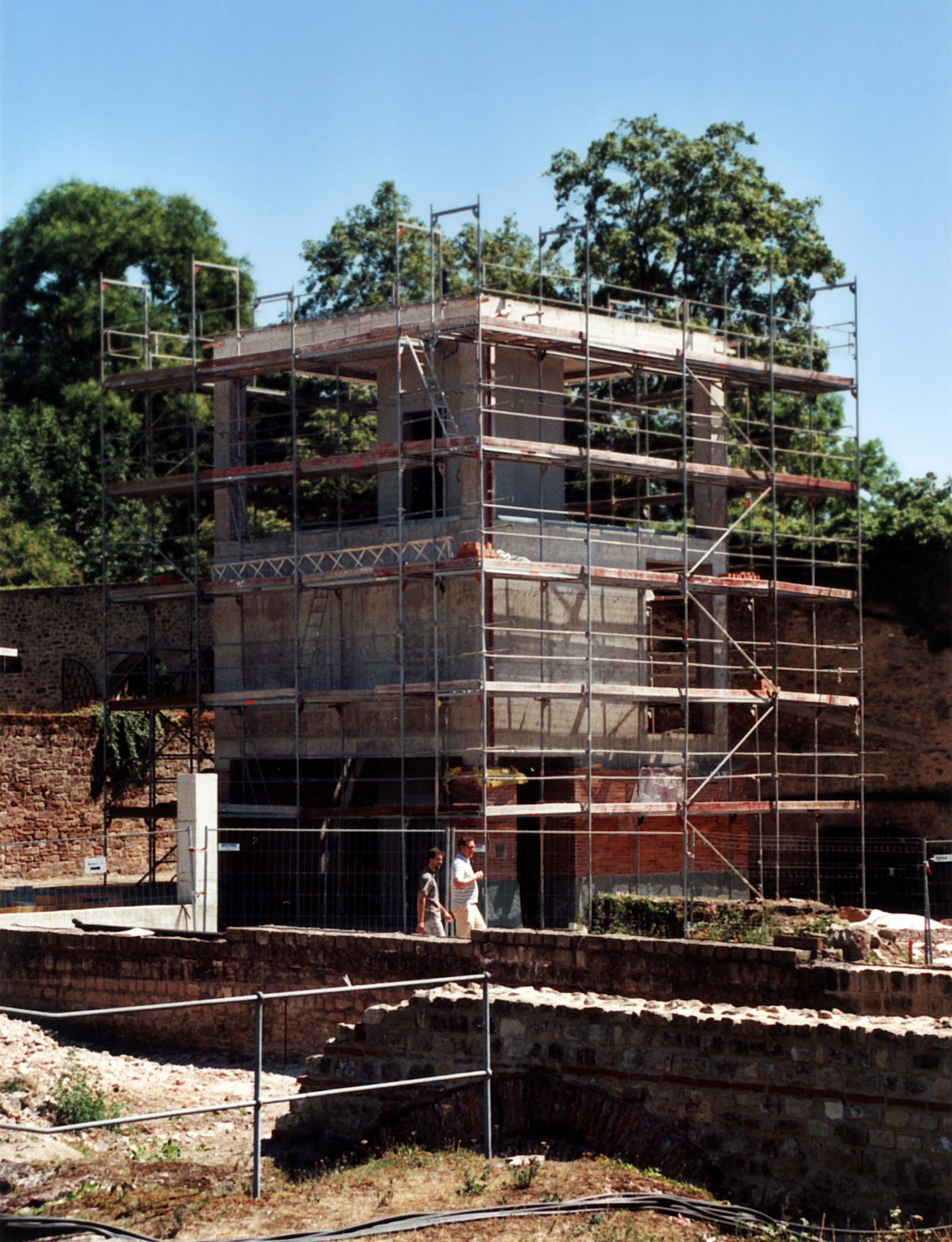
Numa zona arqueologicamente sensível na borda norte imediata dos banhos militares, uma torre de observação para a nova área de entrada foi construída em 2006.

O investigador da construção Arnold Tschira (1910-1969) foi de grande importância para a herança antiga de Tréveris. Como membro de numerosas instituições arqueológicas e históricas, como o Instituto Arqueológico Alemão (DAI) e a sua Comissão de Trier, prestou um grande serviço ao manter a área historicamente única entre a catedral e os Banhos Imperiais, livre de todos os planos do pós-guerra para novas construções . As primeiras intervenções reversíveis nos banhos termais foram causadas por eventos que têm sido realizados com regularidade crescente desde 1998, durante os quais o caldário está equipado com bancadas de espectadores e infra-estruturas técnicas. 
Foi principalmente por esta razão que o antigo extremo nordeste da Palaestra, que até então se conservava, foi finalmente abandonado entre 2006 e 2007, a fim de erguer uma estrutura de 169 metros de comprimento como área de entrada com uma torre de observação durante um projeto de construção que custou 5,2 milhões de euros. O arquiteto que realizou a obra, Oswald Mathias Ungers (1926-2007), não ficou isento de controvérsia entre os peritos arqueológicos, tendo já "destruído desnecessariamente partes da substância antiga a proteger ... na construção deste "edifício de proteção" nos banhos térmicos do Viehmarkt" em Tréveris.
O Secretário de Estado Rüdiger Messal, que esteve presente na inauguração da área de entrada dos Banhos Imperiais, comentou que "cada época arquitetónica encontrou a sua própria linguagem de forma - incluindo os dias de hoje", e o então Secretário de Estado da Cultura Joachim Hofmann-Göttig disse que o novo edifício era um exemplo notável da filosofia não só de preservar o património cultural como pedra morta, mas de o reavivar constantemente . Neste sentido, a Palaestra também tem sido utilizada para eventos de todos os tipos desde então, tais como o espectáculo Brot und Spiele encenado desde 2002. No decurso dos trabalhos de construção no limite norte do local, os restos dos pequenos banhos foram registados digitalmente em 2006.

## Descrição e história do edifício

### Desenvolvimento residencial

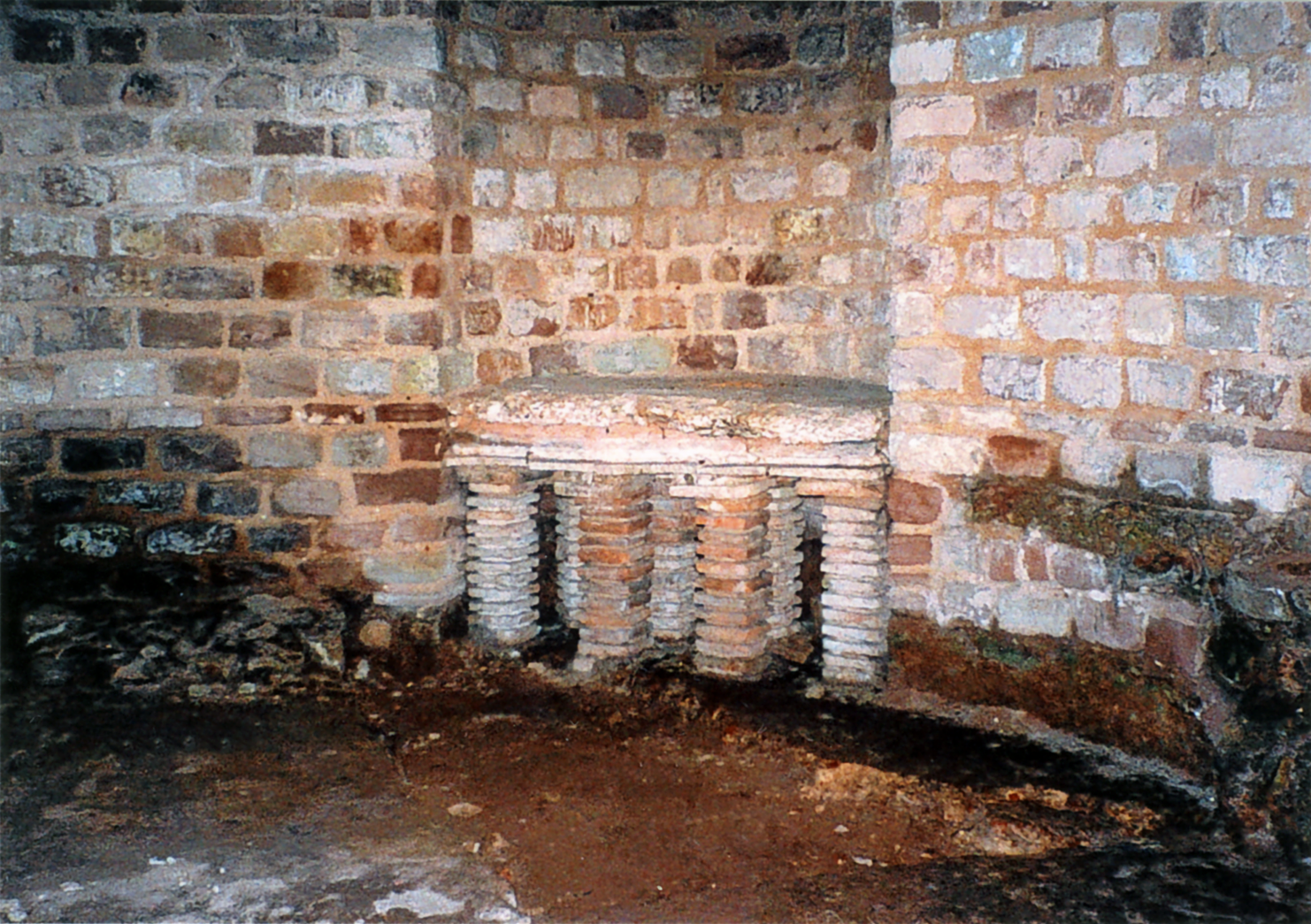
Casa de banho redonda com absides anteriores às termas, pertencente à casa de peristilo sobreconstruída (a partir de 2006).

Em tempos passados, as quatro insígnias que o último palácio balnear iria ocupar já tinham sido densamente construídas. Os eixos das ruas que encerraram estas ínsulas retangulares baseavam-se no plano original de fundação da cidade, que foi provavelmente fundada em 17 a.C., estando orientados para sudeste e nordeste. O Dekumanus maximus, a estrada principal que cortava a sudeste desde o local da primeira ponte do Mosela através do eixo central do fórum até às quatro ínsulas, cortou-as ao meio na grelha de planificação original, embora as duas de leste não fizessem parte do esquema original de fundação. Isto é demonstrado pelas investigações da subestrutura das ruas mais antigas, que tinham bordados diábase . Os edifícios da rua principal - em cujo alinhamento no extremo sudoeste estava o anfiteatro construído durante a segunda metade do século II d.C. - eram representativos e pertenciam à classe alta urbana.
Apenas o noroeste das quatro insulae na área da última palaestra tem sido estudado intensivamente. A ínsula oposta, que mais tarde foi também sobreposta pela palaestra, apenas foi cortada. Tornou-se claro que nas duas áreas que pertenciam ao esquema original de fundações, quatro fases de construção devem ser contabilizadas apenas durante os períodos do Império Primitivo e Médio. Os vestígios mais antigos de construção foram atribuídos ao reinado do Imperador Cláudio (41-54). A última fase de construção representa uma grande casa de peristilo que ocupou toda a ínsula noroeste. Para além dos banhos, que têm uma pequena rotunda com quatro ápses arredondadas adicionais como característica especial, muitas outras salas também seriam hipocaustos. A estrutura tinha pátios abertos, o maior dos quais fechado em pelo menos dois lados por um ambulatório colunado. Dois dos mosaicos do chão recuperados da estrutura mostravam representações de pilotos de corridas. Um mostra o piloto Polydus com o seu cavalo de chumbo Compressor. Uma vantagem do local de construção foi também o bom abastecimento de água dos riachos Altbach e Herrenbrünnchen, bem como da conduta de água Ruwer construída no século II d.C. Alguns componentes da habitação do período Imperial Médio foram tornados acessíveis no subsolo em 1970 .

### Banhos termais

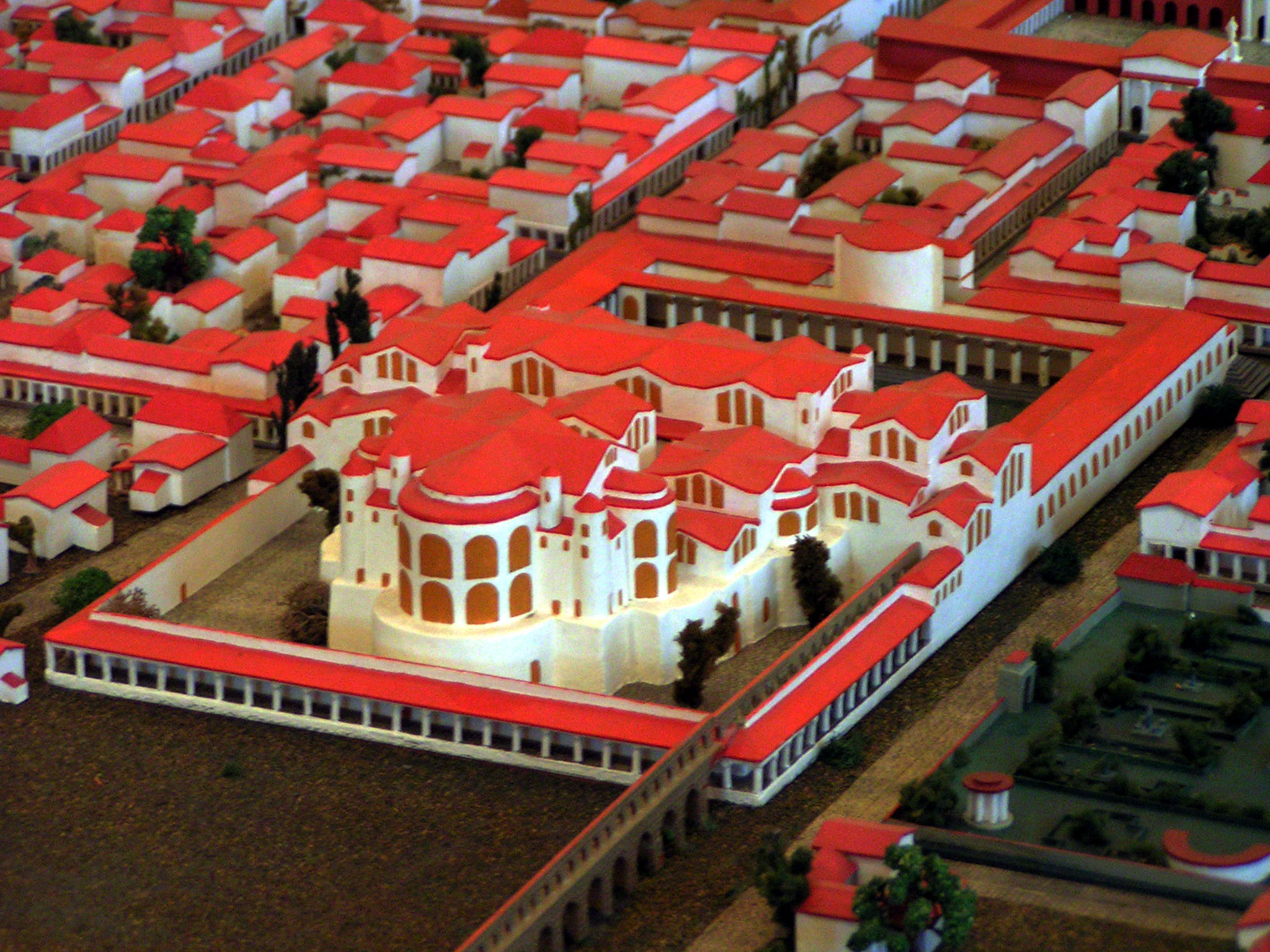
Reconstrução ideal dos banhos imperiais nunca concluídos no século IV dC. (Modelo da cidade no Museu Estadual de Trier)

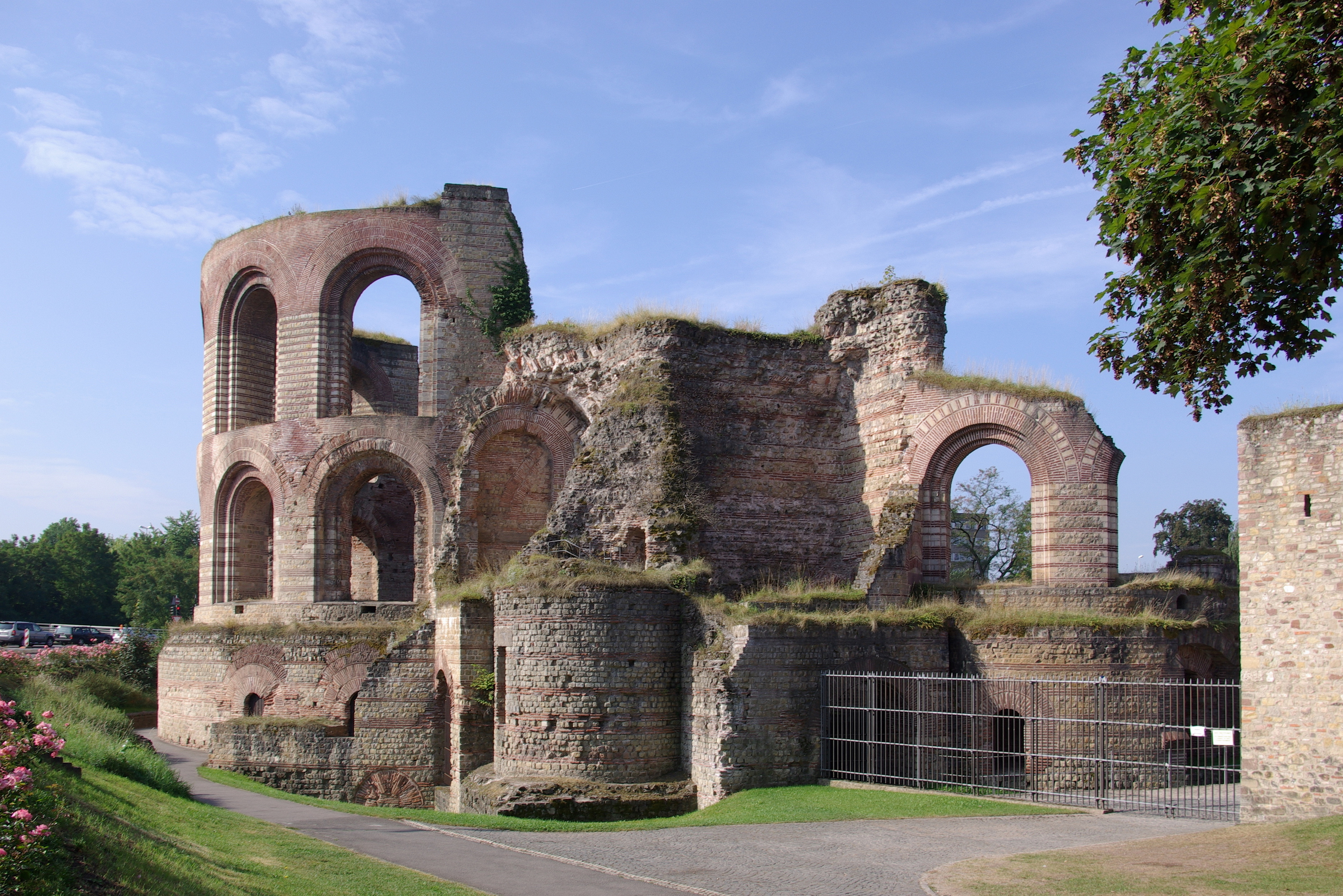
Vista do norte da área de entrada, que foi redesenhada em 1993/1994: abside central (à esquerda) com torre da escada (meio), abside lateral e a então recém-construída muralha da cidade (a partir de 2009)

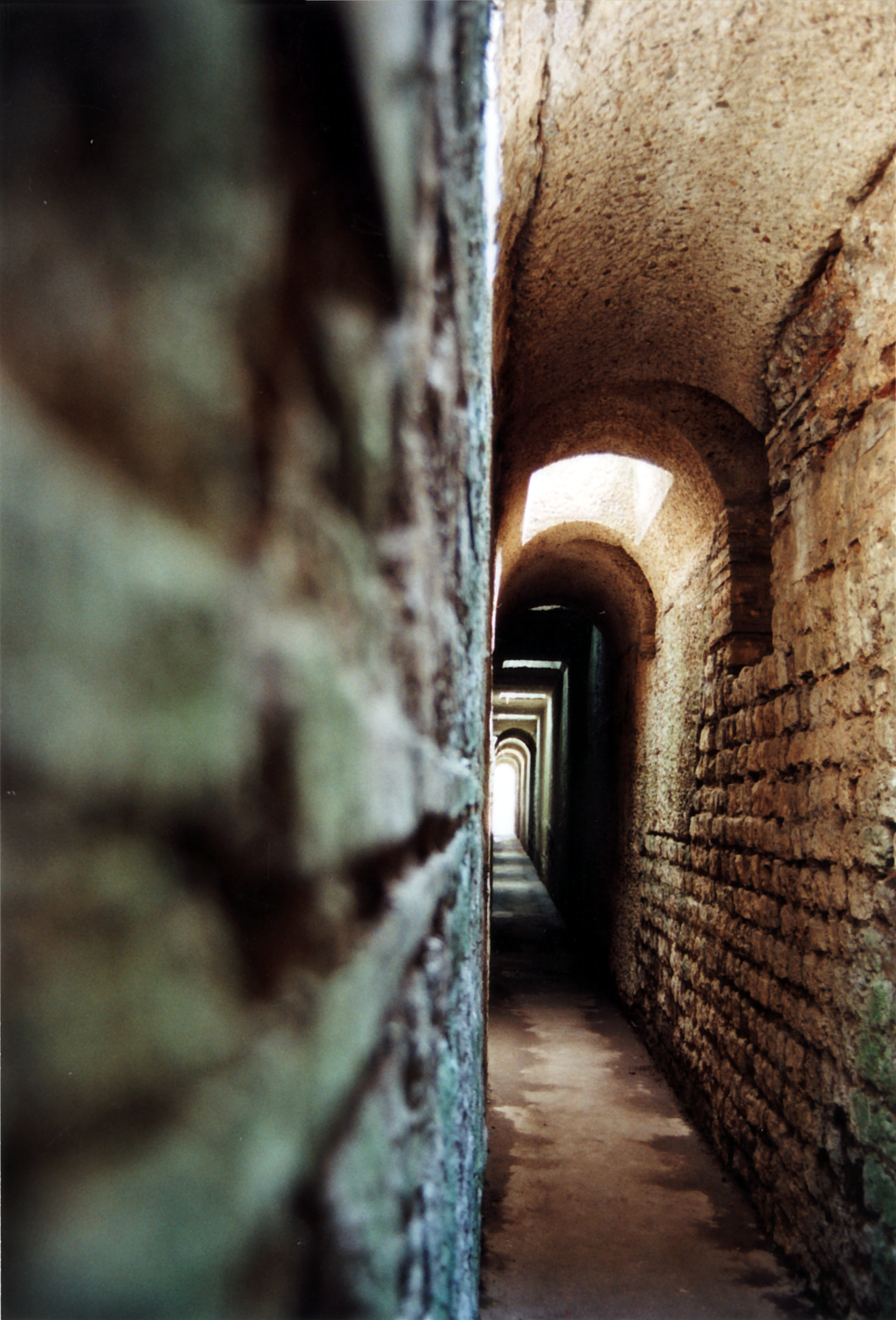
Uma das passagens de serviço subterrâneas nunca operadas com um poço de luz (a partir de 2006)

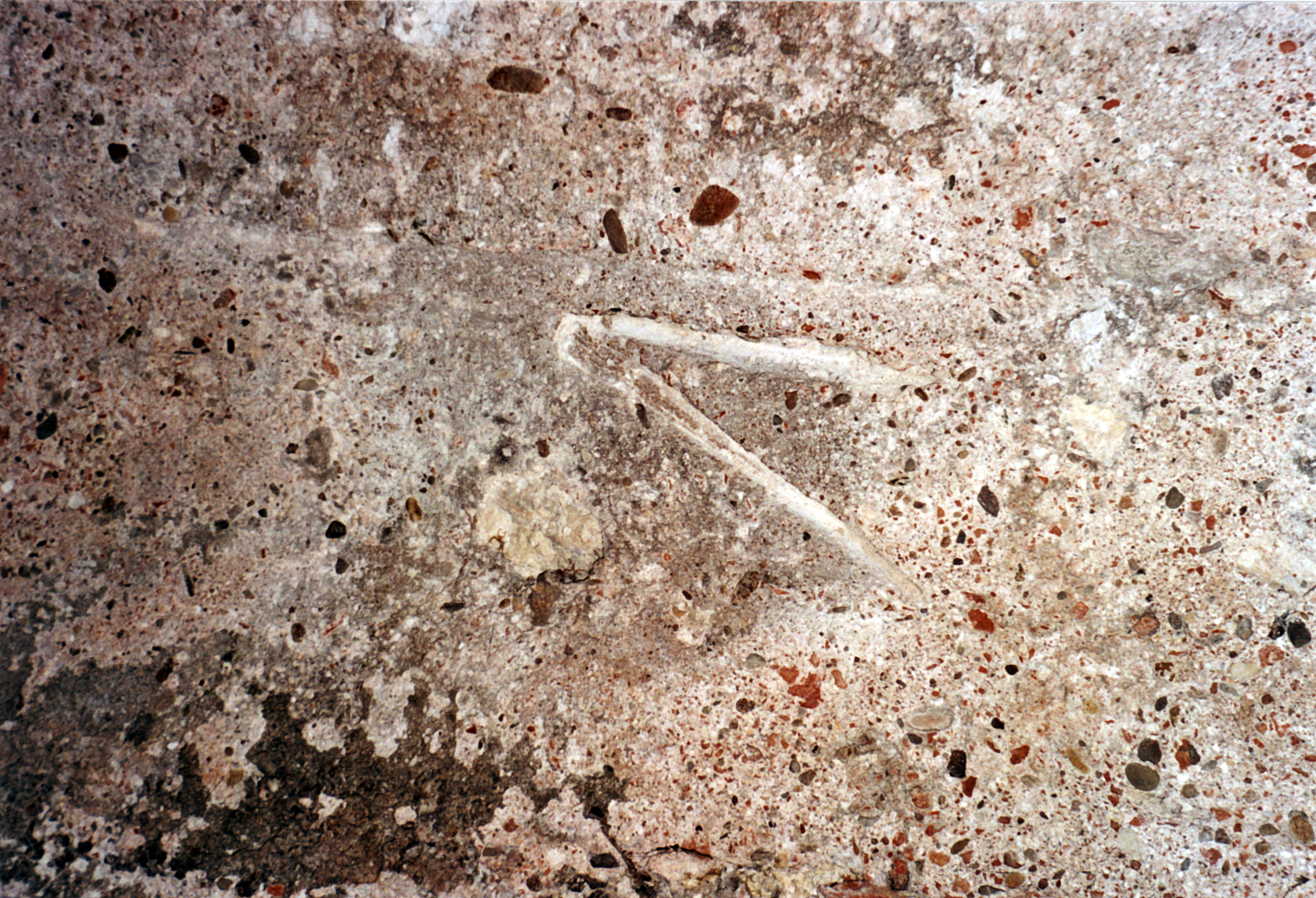
Teto de concreto anteriormente forrado no sistema de passagem subterrânea com a marca de uma bússola esquecida durante o processo de fundição (estado em 1983)

A construção desta estância termal, prevista para uso público, começou antes de 300 d.C. e destinava-se a satisfazer as exigências de representação do então César Constâncio Cloro e do seu filho e sucessor Constantino, que tinha feito de Augusta Treverorum a sua residência. A área do edifício foi delimitada no âmbito da grelha da rua romana a sudoeste do distrito do palácio imperial. Nessa altura, o núcleo do distrito do palácio estendia-se desde o auditório da Aula Palatina, também construída sob Constâncio Cloro , sobre um total de quatro insulae numa direção sudeste até ao antigo circo. Como os resultados da construção sob o jardim do palácio barroco e o Museu Estatal de Rhenish sugerem, esta área também pertenceu ao distrito imperial.
A construção do complexo de banhos extraordinariamente maciço foi levada a cabo com muito cuidado. Para os visitantes de hoje, parece muitas vezes paradoxal que a alvenaria parcialmente elaborada dos últimos edifícios antigos tenha sido sempre rebocada, pintada e, portanto, já não visível. Na área do banho quente em particular, a arquitetura ainda pode ser estudada em vários andares. Camadas de pedra calcária cuidadosamente aparada são seguidas em clara alternância por bandas de tijolo inseridas horizontalmente (tijolo através de fundição), pelo que estas estruturas arquitetonicamente interessantes acabam também por formar a cofragem para o núcleo de alvenaria fundido em betão romano (Opus caementicium). Muitas das medidas de construção que agora são consideradas visualmente atraentes serviram para garantir a estabilidade e, entre outras coisas, surgiram da experiência em regiões ameaçadas por terremotos. Todos os elementos importantes para a estabilidade estrutural foram executados em alvenaria de tijolo, os cofres das caves de abastecimento e os corredores de aquecimento foram fundidos em bitolas de madeira, que ainda hoje mostram marcas do embarque .
A estrutura cobre uma área total de 250 × 145 metros e mostra uma disposição completamente simétrica de salas e estruturas ao longo de um eixo longitudinal imaginário  A orientação do complexo não corresponde ao esquema de construção usual descrito pelo arquiteto romano Vitrúvio. Normalmente, as áreas de banho quente estão voltadas para sul ou sudoeste, onde grandes janelas podem captar a luz do sol e fornecer o máximo de calor . O caldário com a sua enorme abside central, através de cujas grandes janelas a luz deveria ser capturada, está orientado a sudeste. Esta mudança conceptual está provavelmente relacionada com o planeamento urbano da época.
O extremo ocidental do complexo balnear é hoje marcado pelo alinhamento da Weberbachstraße. No centro da fachada erguida havia um edifício de portal com cerca de 20 metros de largura, arquitetonicamente ricamente estruturado, com três entradas - a central de 4,60 metros de largura e as duas dos flancos com uma largura de 2,50 metros. Esta seria a antiga entrada principal para os banhos térmicos. Após passar pelo portal, o visitante entrava numa sala retangular alongada que tinha uma abside semicircular com mais de 20 metros de largura no meio da sua parede longitudinal oriental, o que imediatamente chamava a atenção dos que entravam. É possível que ali se encontrasse um Ninfeu . Ao longo de um pórtico que circundava a palaestra de 20.980 metros quadrados a oeste, a norte e a sul, o visitante entrava nos vestiários e instalações sanitárias alojadas em ambos os flancos do banho propriamente dito. Quando terminado, o frigidário (banho frio) teria sido o maior salão cantilever deste complexo e dificilmente teria sido inferior à basílica de Constantino nas suas dimensões . Em algumas das muitas salas havia, entre outras coisas, a possibilidade de suar, ser oleado ou ter uma massagem, e algumas estavam equipadas com banheiras. Os caminhos pelos quais os banhos tinham de ser passados eram conhecidos de todos os romanos e estavam sujeitos a um padrão fixo. Ao lado do frigidário, o salão do caldário era a zona balnear mais imponente. Entre estas duas áreas havia uma sala em cúpula circular, que é referida como o tepidário (banho de folhas). O diâmetro da sua cúpula, feita de opus caementium, era de 16,45 metros .
As infra-estruturas dos banhos, nas quais os antigos visitantes não podiam entrar, incluíam torres de escadas que conduziam ao telhado e às salas de aquecimento (praefurnia), onde se deviam instalar as caldeiras de água quente para o piso radiante e o aquecimento das paredes . Um sistema de passagens subterrâneas de serviço amplamente ramificado, que não tinha vias de ligação ao complexo balnear propriamente dito, destinava-se a garantir um banho sem perturbações. Entre outras coisas, as praefurnia eram servidas a partir daqui. Na área abaixo da palaestra, os poços de luz nos tetos abobadados fundidos serviram como iluminação esparsa. O sistema altamente ramificado de corredores abaixo dos banhos reais não tinha tais ajudas visuais. A iluminação artificial tinha de ser utilizada. Alguns dos corredores de serviço foram planeados em dois níveis. Aqui, sob a atual passagem, as águas residuais dos banhos térmicos deviam ser conduzidas para um canal principal que conduzia ao Mosela. As análises mostraram que estas instalações de dois andares nunca foram concluídas. Os corredores das caves também mostram alterações nos planos, uma vez que algumas foram posteriormente pavimentadas .

### Quartel
Com base no estado de conclusão das passagens subterrâneas e da infraestrutura de abastecimento desinstalada, a investigação de edifícios estabeleceu que a decoração interior e o equipamento técnico dos banhos nunca foi concluído e que o banho não foi, portanto, iniciado de todo ou, na melhor das hipóteses, a uma escala muito modesta. Presumivelmente, os trabalhos foram suspensos a partir de 316 d.C. Nesse ano, eclodiu o conflito sobre o governo exclusivo entre Constantino, o Grande, e o seu coimperador Licínio. Constantino permaneceu subsequentemente sobretudo nos Balcãs e, após derrotar Licinius (324 d.C.), mudou a sua residência para a antiga cidade de Bizâncio, que inaugurou como Constantinopolis a 11 de maio de 330 d.C. - enquanto muitos novos projetos de construção permaneciam ainda em curso.
A casca dos Banhos Imperiais, cuja secção ocidental provavelmente não estaria terminada para além das paredes das fundações, permaneceu inutilizada nas próximas décadas e começou a deteriorar-se. Foi apenas durante o reinado do Imperador Graciano (375-383) - que, tal como o seu pai Valentiniano I, tinha mais uma vez escolhido Tréveris como a sua cidade de residência - e após o seu assassinato sob o seu irmão Valentiniano II (375-392) que começou a ser convertido numa guarnição para os estudiosos . O que restou foi o antigo caldário com as suas três ápses e algumas estruturas a oeste, que incluíam duas grandes salas retangulares viradas uma para a outra e a rotunda do tepidário a meio, que agora formava a área de entrada do principado improvisado (edifício do pessoal). No contexto das operações de quartel, o caldário foi possivelmente utilizado como um santuário para bandeiras e uma sala de desfile . Também foram realizados atos culturais e administrada justiça nos grandes salões dos campos militares romanos. Como de costume, uma guarnição romana incluía também um banho militar, que foi construído a oeste do antigo caldário. Os soldados foram alojados em alojamentos normalizados (Contubérnio), a maioria dos quais tinham sido construídas sobre as fundações da reconstrução planeada da palaestra. A praça anexa resultante foi rodeada nos quatro lados por um pórtico. A entrada monumentalmente projetada para o quartel foi construída de certa forma contrabalançada pela entrada originalmente planeada para os banhos termais no extremo ocidental da palaestra. No lado da rua, apresentava uma aparência triunfal com as suas três passagens. Um outro pórtico ligava os seus dois flancos. A extremidade oriental do quartel era formada por um enorme muro defensivo maciço que corria num semicírculo a partir do canto sul dos banhos militares em torno do caldário, delimitando um espaço de mais de 20 metros.
O pequeno banho tem um pequeno peristilo na frente com uma cisterna e pertence ao tipo de fila. Em contraste com os banhos imperiais, este complexo estava a ser utilizado. O quarto oblongo-retangular, que confinava o pórtico ao norte, pode ter servido como vestiário (Apoditério). O visitante entra então no frigidário, que era a única sala virada para sudoeste com uma abside semicircular e bacia de água fria. Uma banheira também podia ser encontrada na zona de banhos frios do lado oposto. O banhista entra então no tepidário, que tinha o seu próprio ponto de aquecimento no lado sudoeste. A última sala era o caldarium, cujo praefurnium também estava instalado a sudoeste e que podia emitir o seu maior calor diretamente para a banheira de água quente atrás da parede. A leste, o caldário tinha um nicho retangular na parede, que também continha uma banheira.

### Desenvolvimento pós-romano

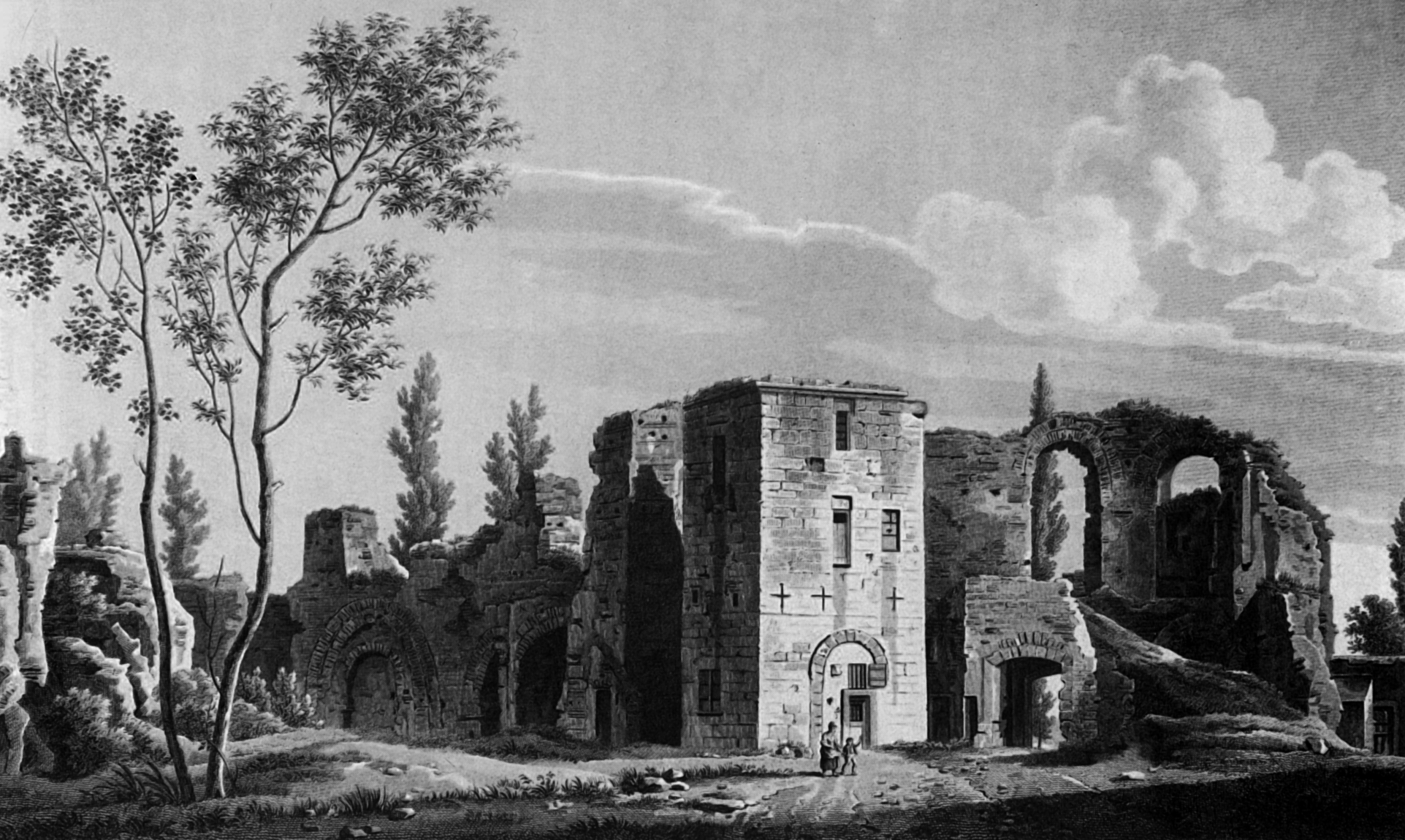
Interior do Caldarium com torre de vigia demolido em 1806 (cerca de 1800).

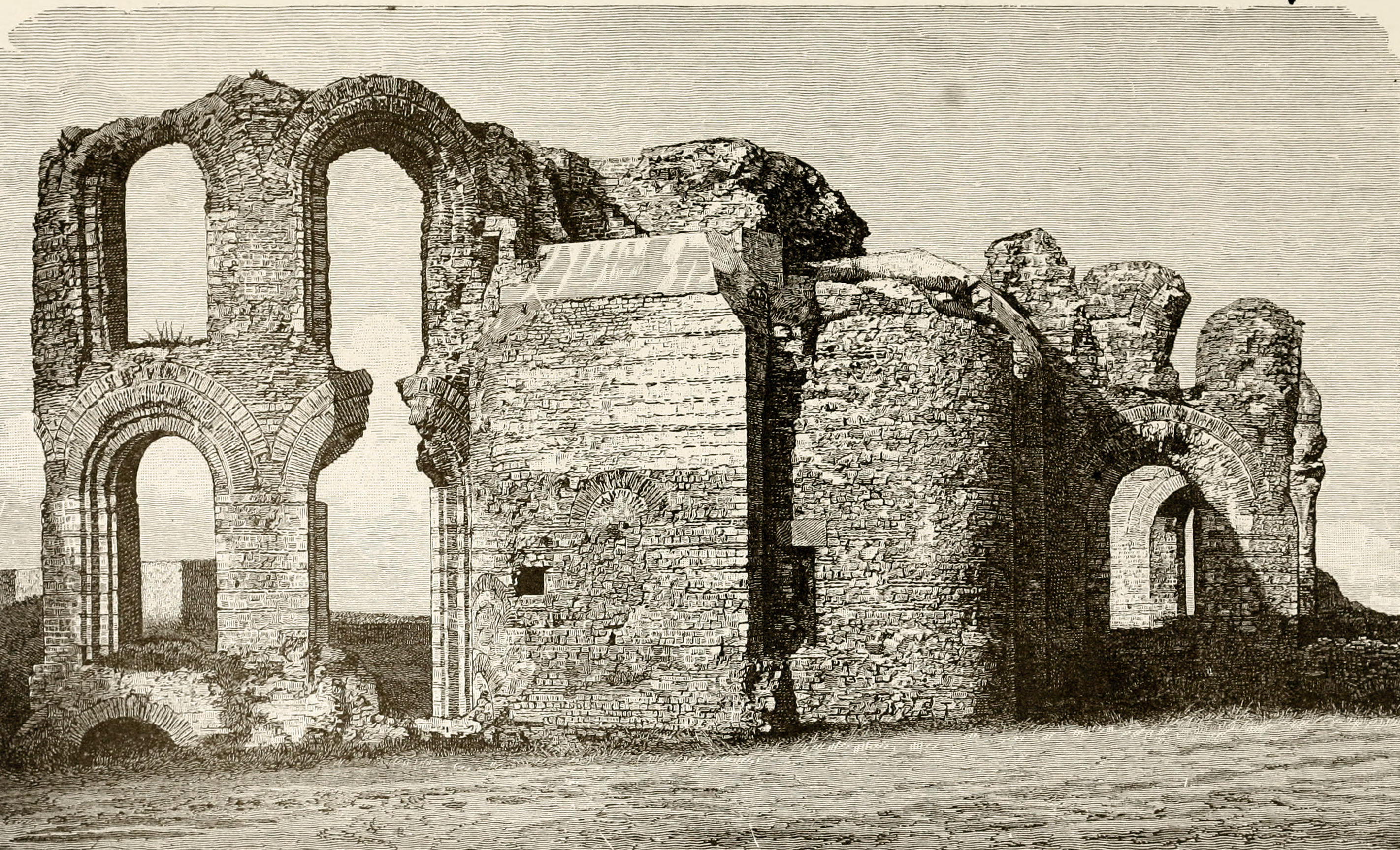
Desenho publicado em 1905. O desenhista deixou de fora os meios-fios com hastes metálicas que seguravam a escavação

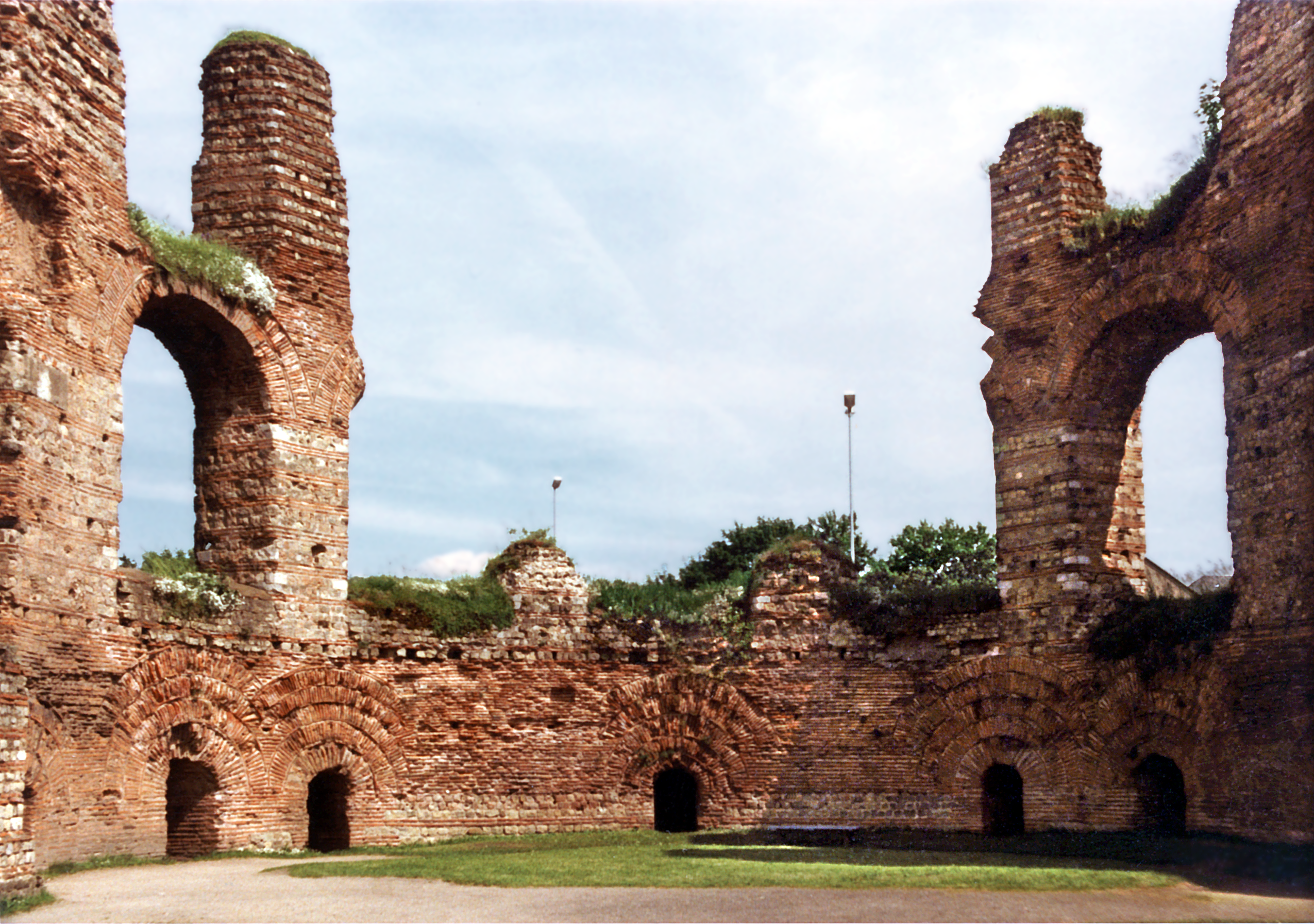
A grande abside em 1983 antes da reconstrução parcial que estabilizou o edifício

Desde 392 d.C., Tréveris já não era a residência imperial, e por volta do ano 400, a sede da prefeitura Gália foi também transferida de Tréveris para Arles. Com a partida da administração romana, o outrora quartel da cidade interior, assim como alguns outros grandes edifícios, continuou a ser utilizado, pelo menos em parte, pela população, que encolheu consideravelmente no século V. No tumulto do Período Migratório, eram de esperar ataques e destruição repetidas vezes, durante as quais as pessoas encontravam refúgio nas poderosas ruínas. A área em redor da catedral e da Liebfrauenkirche (Igreja de Nossa Senhora) desenvolveu-se como a principal área de povoamento e zona central da cidade, que se expandiu novamente no início da Idade Média. Mas, mesmo no complexo militar, são de esperar colonos já no século VI, que tornaram habitável o grande pátio interior e procuraram a proteção de um castelo que possivelmente se teria erguido na zona do caldário nessa altura .
As grandes aberturas das janelas, inúteis para uma fortaleza, foram emparedadas e substituídas por pequenas brechas. Ainda mais tarde, uma família nobre de Tréveris tomou posse deste castelo e deu-se o nome de de Castello, em homenagem a esta residência. Outros grupos familiares também procuraram a proteção de poderosas muralhas antigas e adotaram os nomes antigos ainda sobreviventes dos seus edifícios. Assim, de Palatio, ao estabelecerem-se na zona da Constantina Palastaula, ou de Horreo, pois esta família tinha a sua sede ancestral nos grandes espigueiros antigos tardios (horrea). As famílias que já não podiam tomar posse das cobiçadas ruínas copiavam deliberadamente o estilo arquitectónico romano ainda visível em todo o lado, para se poderem apresentar de uma forma adequada ao seu estatuto. Foi também assim que o chamado Frankenturm foi construído no século XI . Em 1015, o castelo no quartel romano foi destruído. A igreja paroquial no centro da povoação dos Banhos Imperiais, no meio da antiga palaestra, foi mencionada pela primeira vez em 1101, mas seria certamente mais antiga . 
Foi primeiro dedicada a São Germânico e mais tarde ficou conhecida como São Gervásio. Com a sua abside, foi orientada exatamente para a direção de voo das termas - obviamente as antigas estruturas das paredes dos edifícios do quartel ainda eram reconhecíveis durante a construção. Nessa altura, a população de Tréveris tinha aumentado novamente, mas ainda era apenas uma fração do que tinha sido durante o período imperial romano. Devido ao aumento das preocupações com a segurança, foi considerada uma nova muralha da cidade. As antigas muralhas da cidade, que nessa altura já se tinham desmoronado em grande parte, eram demasiado extensas para serem defendidas de forma útil. Por conseguinte, uma nova muralha da cidade teve de ser construída entre 1102 e 1124, com as casernas em ruínas a serem convertidas no bastião do canto sudeste. Além disso, foi instalado um portão da cidade, que mais tarde foi chamado de Altport. Uma vez que o terreno das termas tinha subido ao nível da linha inferior das janelas do caldário devido aos escombros da abóbada em ruínas, este portão foi conduzido através da janela sul da concha sul. Um burgrave residia agora no baluarte como detentor do comando militar municipal. Em 1292, foi confiada a uma comunidade de irmãs os cuidados da paróquia de Alteburg . O seu convento foi também construído no local da palaestra ocidental , agora chamado Engelsberg, onde se sobrepunha às estruturas antigas. Entretanto, as ruínas do quartel, com exceção dos componentes de construção necessários para o castelo, serviram de pedreira barata para a sempre crescente população.
Em 1238, uma Capela da Trindade, que tinha sido instalada na abside principal do caldário, foi mencionada pela primeira vez. Por volta de 1470, o edifício foi renovado e caiu vítima da luta dos cidadãos de Tréveris contra as tropas de cerco do eleitor Jakob von Eltz em 1568. No mesmo ano, foi construída uma torre para os porteiros no canto sudeste do caldário. Nessa altura, porém, grande parte da muralha medieval da cidade tinha caído em desgraça . Por volta da mesma altura, a cidade abandonou o seu castelo no quartel da cavalaria romana. Apenas o Altport permaneceu como entrada para a cidade até ter de ser fechado em 1817 no decurso da descoberta do Caldarium .

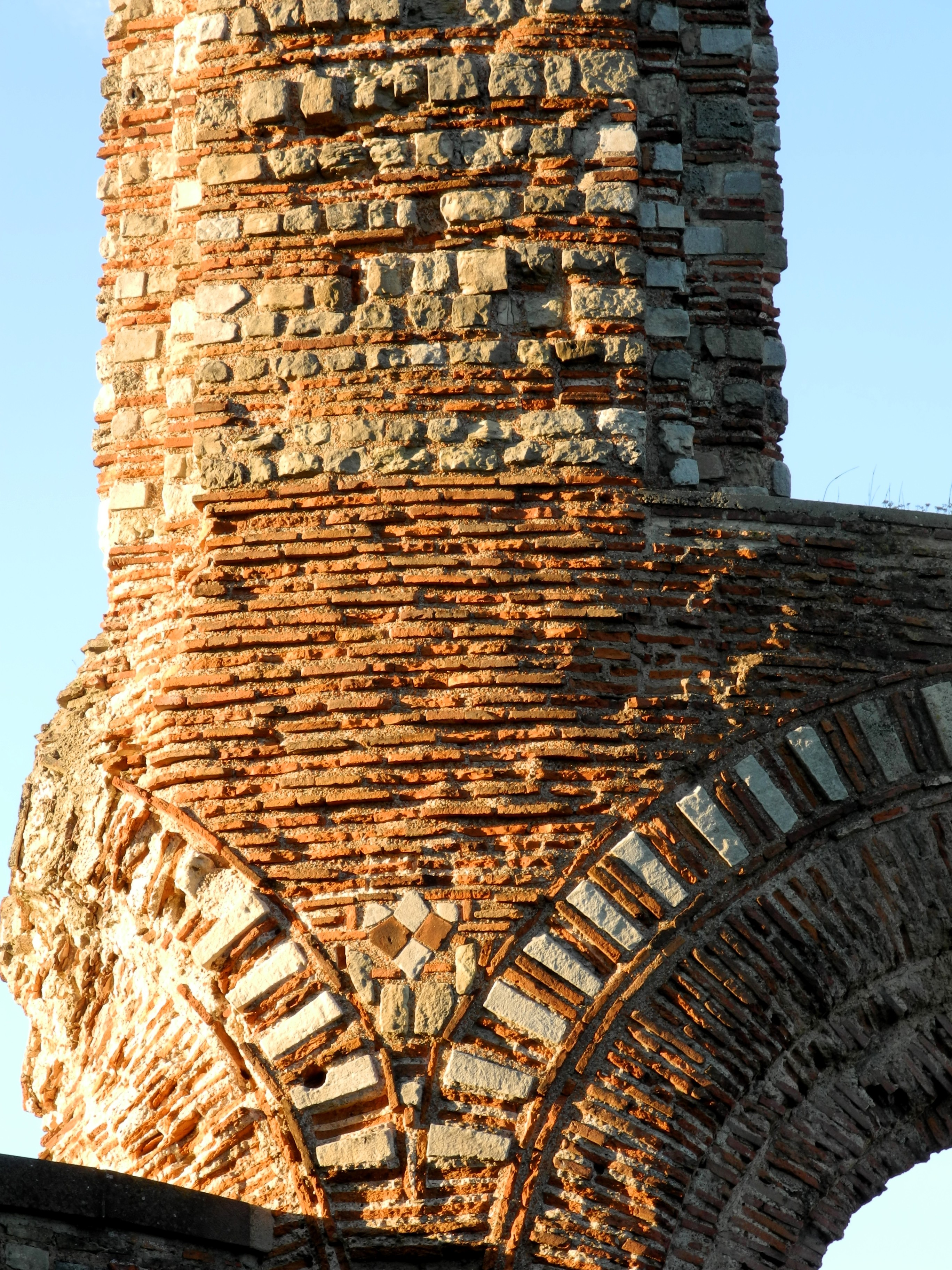
Detalhe de construção na grande abside
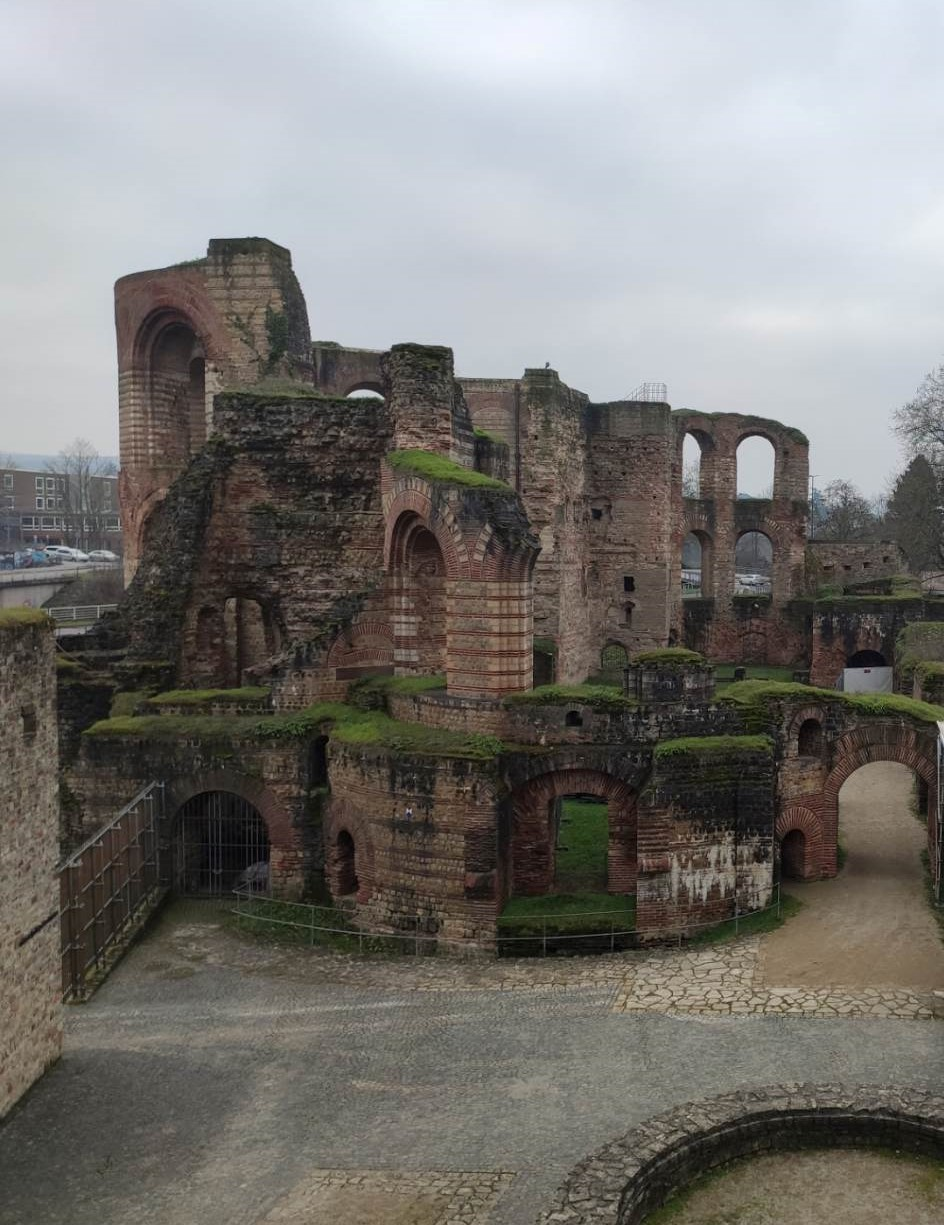
Vista sobre os banhos militares até à concha norte do Caldarium (estado em 2023)
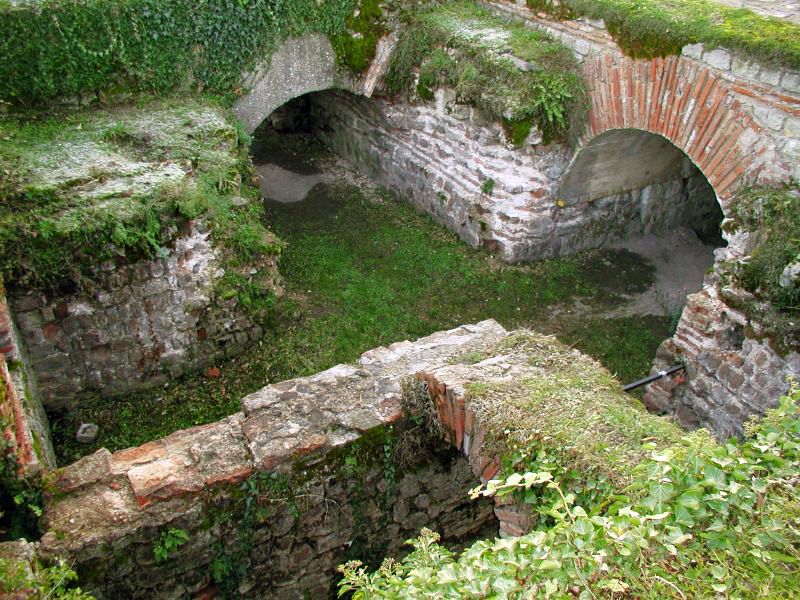
Abóbada rachada do sistema de abastecimento subterrâneo
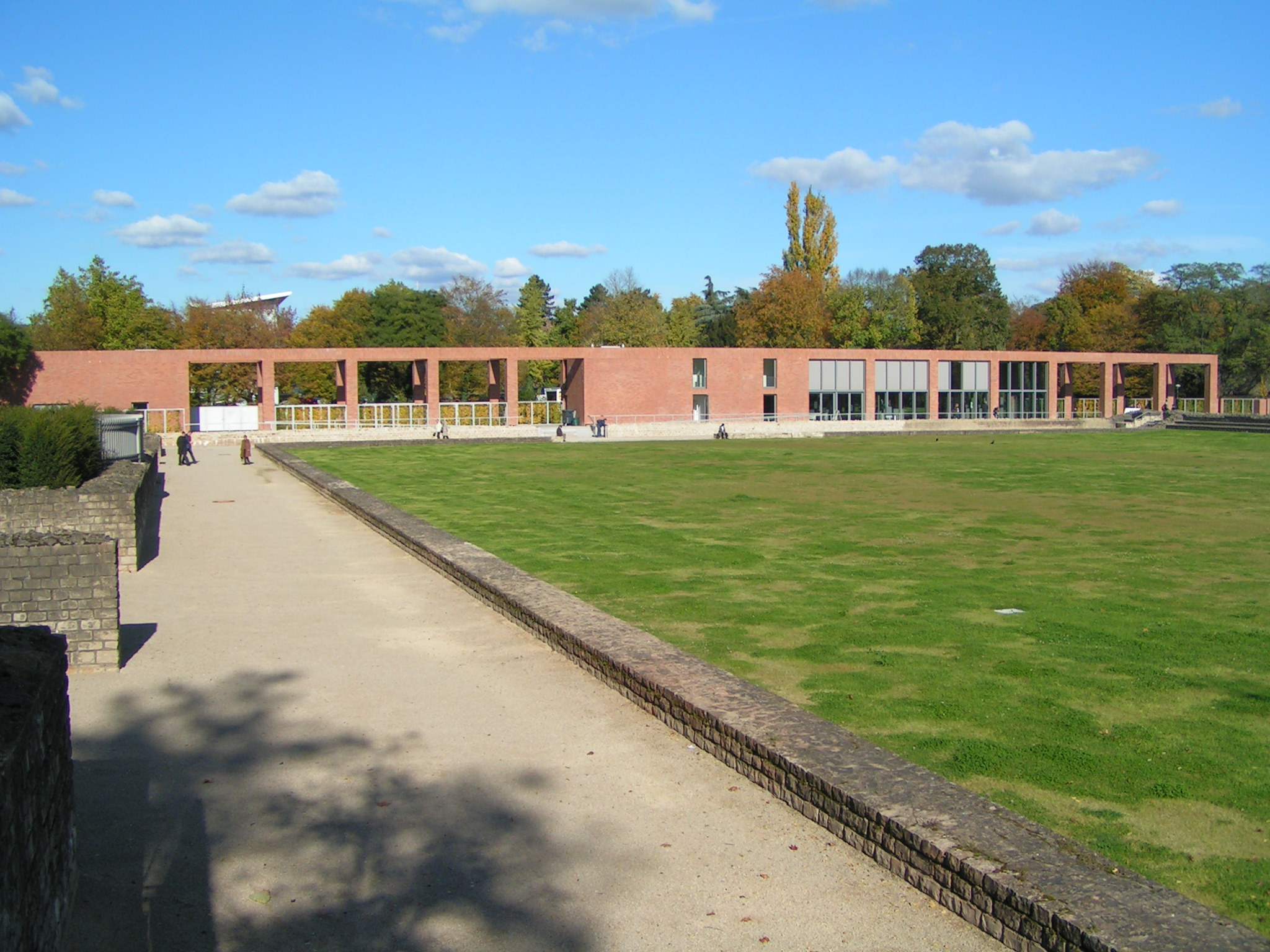
A área de entrada de 169 metros de comprimento foi construída sobre fundações romanas.
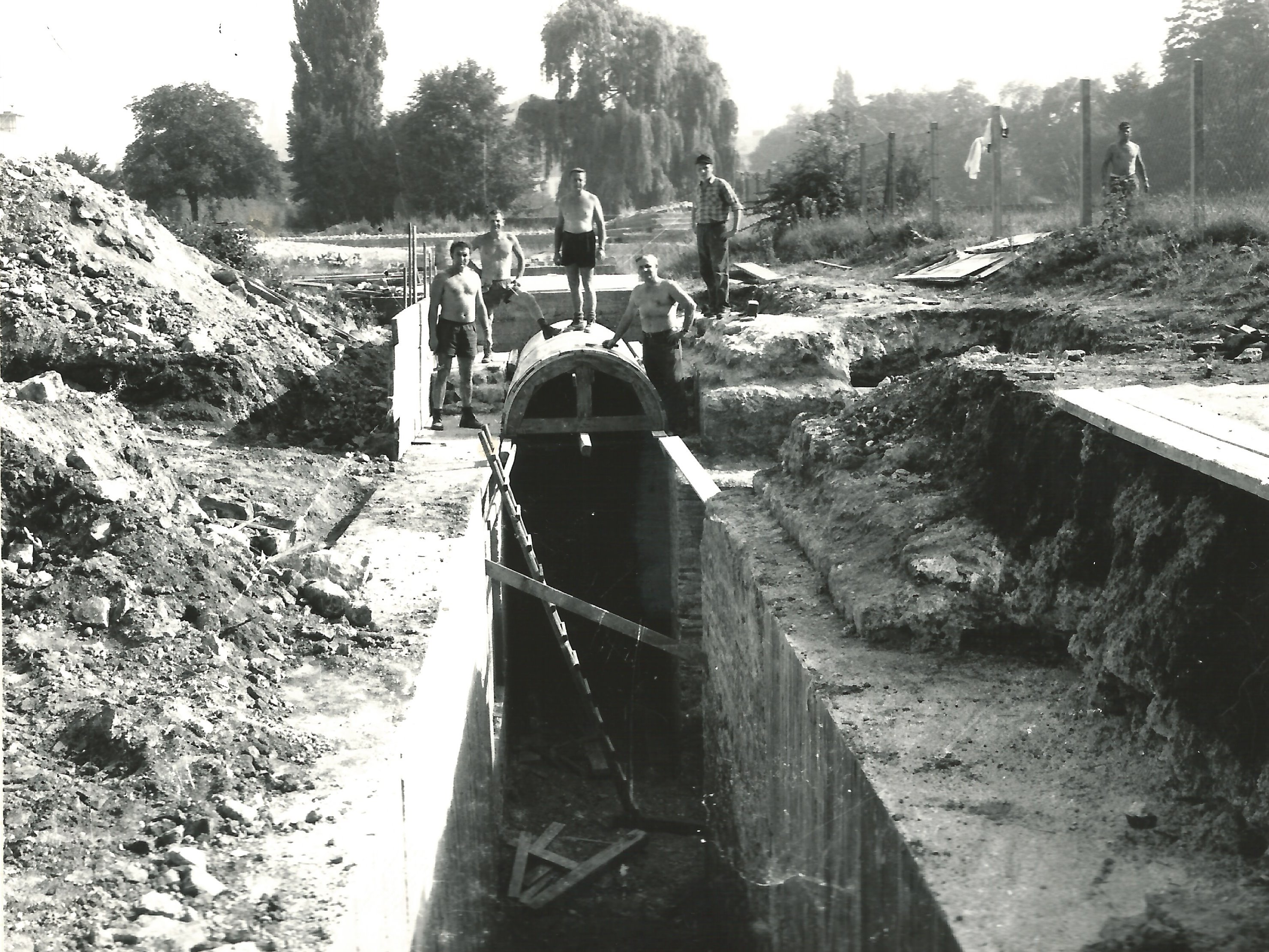
Reconstrução de abóbadas no pós-guerra (foto de arquivo sem data)
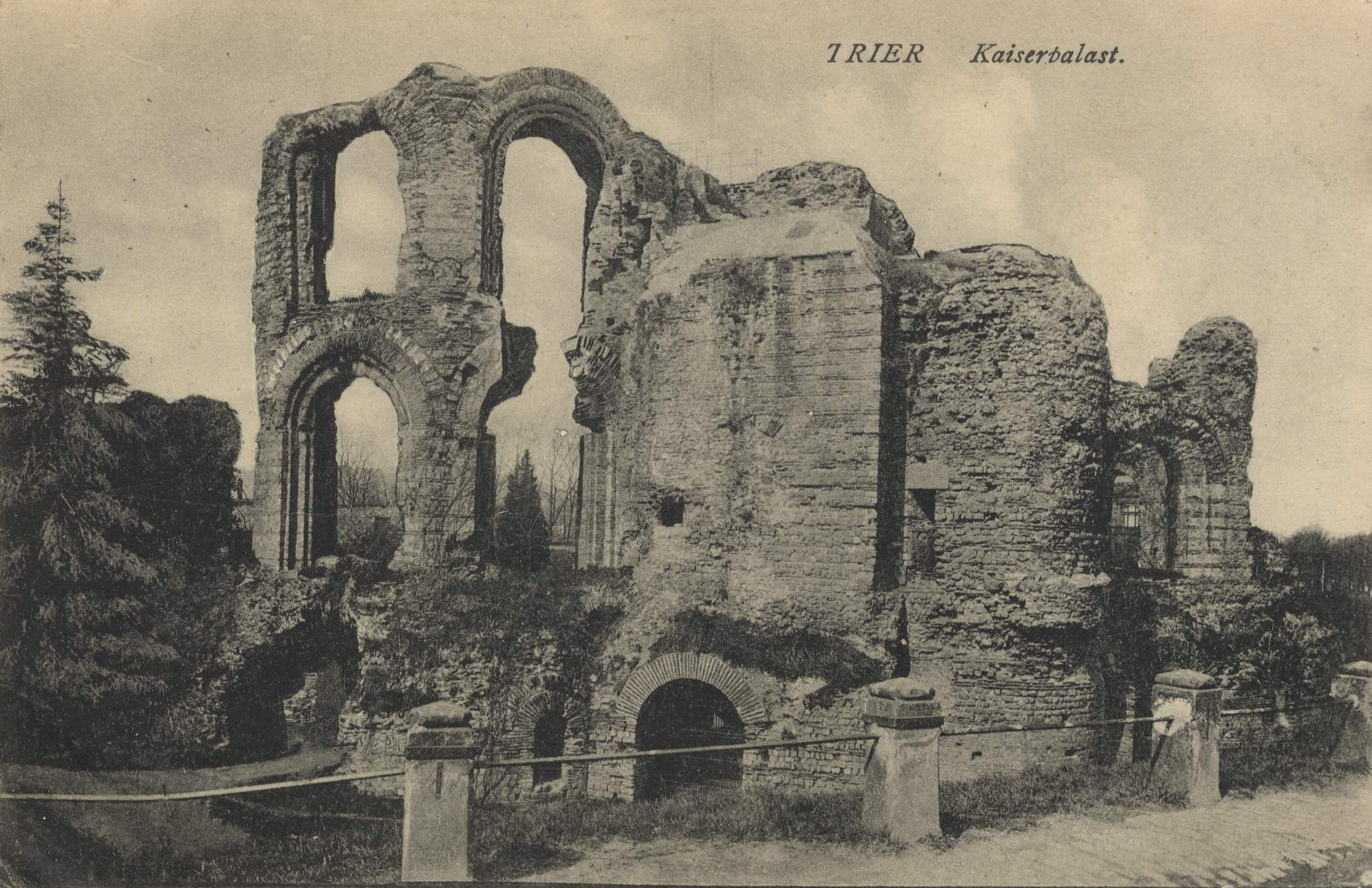
Estado em 1915

## Proteção do monumento
Os Banhos Imperiais em Tréveris são um Património Mundial da UNESCO desde 1986. Além disso, o complexo é um monumento cultural de acordo com a lei de proteção de monumentos do estado da Renânia-Palatinado. A investigação e a recolha de achados estão sujeitas a autorização. Os achados devem ser comunicados às autoridades do monumento.

## Museu
Como parte do sítio do Património Mundial da UNESCO, foi acrescentado um edifício de museu. Este alberga uma pequena exposição e uma sala de projeção de vídeo em loop contínuo, bem como maquetes dos principais monumentos da cidade.

## Literatura
- Heinz Cüppers: Kaiserthermen. In: Heinz Cüppers (ed.): Os Romanos na Renânia-Palatinado. Edição licenciada, Nikol, Hamburgo 2002, ISBN 3-933203-60-0, pp. 620-623.
- Sabine Faust: Kaiserthermen. In: Rheinisches Landesmuseum Trier (ed.): Guide to archaeological monuments in the Trier region. Trier 2008, ISBN 978-3-923319-73-2 (= Schriftenreihe des Rheinischen Landesmuseums Trier 35) pp. 50f.
- Thomas Fontaine: Die Kaiserthermen. In: Hans-Peter Kuhnen (ed.): Roman Trier (= Guia de Monumentos Arqueológicos na Alemanha 40). Theiss, Stuttgart 2001, ISBN 3-8062-1517-0, pp. 122-134.
- Author=Klaus-Peter Goethert
- Ludwig Hussong, Heinz Cüppers: Die Trierer Kaiserthermen 2: Die spätrömische und frühmittelalterliche Keramik. Filser, Augsburg 1972, ISBN 3-923319-88-6, (= Trierer Grabungen und Forschungen vol. 1, 2).
- Emil Krüger, Daniel Krencker, Daniel Krencker. (eds.): Os Banhos Imperiais (anteriormente conhecido como Palácio Imperial em Trier). Guia para o Museu Provincial. Lintz Verlag, Trier 1925.
- Emil Krüger, Daniel Krencker et al: Os Banhos Imperiais de Trier. Divisão I. Relatório de escavação e investigações básicas das thermae romanas. Dr. Benno Filser Verlag, Augsburg 1929 (= Trierer Grabungen und Forschungen vol. 1).
- Emil Krüger, Daniel Krencker: Relatório preliminar sobre os resultados da escavação do chamado palácio imperial romano em Trier. Dos tratados da Academia Real das Ciências Prussianas. Jg. 1915, Phil.-Hist. classe. No. 2, publicado pela Academia Real das Ciências, Berlim 1915.
- Wilhelm Reusch: Banhos Imperiais de Trier. Administração dos Palácios Estaduais da Renânia-Palatinado, Mainz 1977 (= Guia para a Administração dos Palácios Estaduais da Renânia-Palatinado 1).
- Wilhelm Reusch: As escavações na parte ocidental dos banhos Imperiais de Trier. Relatório preliminar da 2ª a 5ª campanha de escavação 1962-1966. In: Relatório da Comissão Romano-Germânica 51/52, 1970/71, pp. 233-282.
- Wilhelm Reusch, Lambert Dahm, Rolf Wihr: Pinturas de parede e chão em mosaico de uma casa de peristilo na área dos Banhos Imperiais de Trier. In: Trierer Zeitschrift 29, 1966, pp. 187-235.
- Wilhelm Reusch: As escavações na parte ocidental dos Banhos Imperiais de Trier. Relatório preliminar sobre a 1ª campanha de escavação 1960-61. In: [[Germania (Zeitschrift)|Germania] 42, 1964, pp. 92-126.
- Wilhelm Reusch (†), Marcel Lutz (†), Hans-Peter Kuhnen: Die Ausgrabungen im Westteil der Trierer Kaiserthermen 1960-1966. Der Stadtpalast des Finanzprocurators der Provinzen Belgica, Ober- und Niedergermanien. Verlag Marie Leidorf, Rahden/Westphalia 2012, ISBN 978-3-86757-651-2.

## Links
- Website dos Banhos Imperiais
- Informação sobre os Banhos Imperiais, também da época pós-romana
- Vista interior dos Banhos Imperiais c. 1840 a partir de Panorama de Trier e seus arredores (c. 1840) via dilibri
- Vista exterior dos Banhos Imperiais c. 1840 a partir de Panorama de Trier e seus arredores (c. 1840) via dilibri